# Los largos días de la venganza
Los largos días de la venganza es un film de 1967 dirigido por Florestano Vancini y protagonizado por Giuliano Gemma, perteneciente al subgénero del spaghetti western. Es una de las mejores películas de este subgénero.

## Argumento
El sheriff Ted Barnett es inculpado y encarcelado por un crimen que él no cometió. 3 años después, consigue escaparse de la prisión, buscando venganza por aquellos que le acusaron injustamente, entre ellos el corrupto sheriff Douglas, los cuales son los mismos que mataron a su padre. Ayudado por un viejo comerciante y su atractiva ayudante, intentará resolver los acertijos. Aunque las cosas no serán tan sencillas...

## Reparto
- Giuliano Gemma: Ted Barnett
- Francisco Rabal: Sheriff Douglas
- Conrado San Martín: Señor Cobb
- Nieves Navarro: Dolly
- Gabriella Giorgelli: Dulcie
- Manuel Muñiz: Pajarito

## Curiosidades
- Como curiosidad, cabe destacar que el tema-título de la banda sonora, compuesto por Armando Trovaioli, aparece en las películas Kill Bill del director Quentin Tarantino.
- En 1967 se utilizó la ya en desuso estación ferroviaria de Valmadrid para el rodaje de la película.

- Datos: Q1071799